# Claudio Trotta

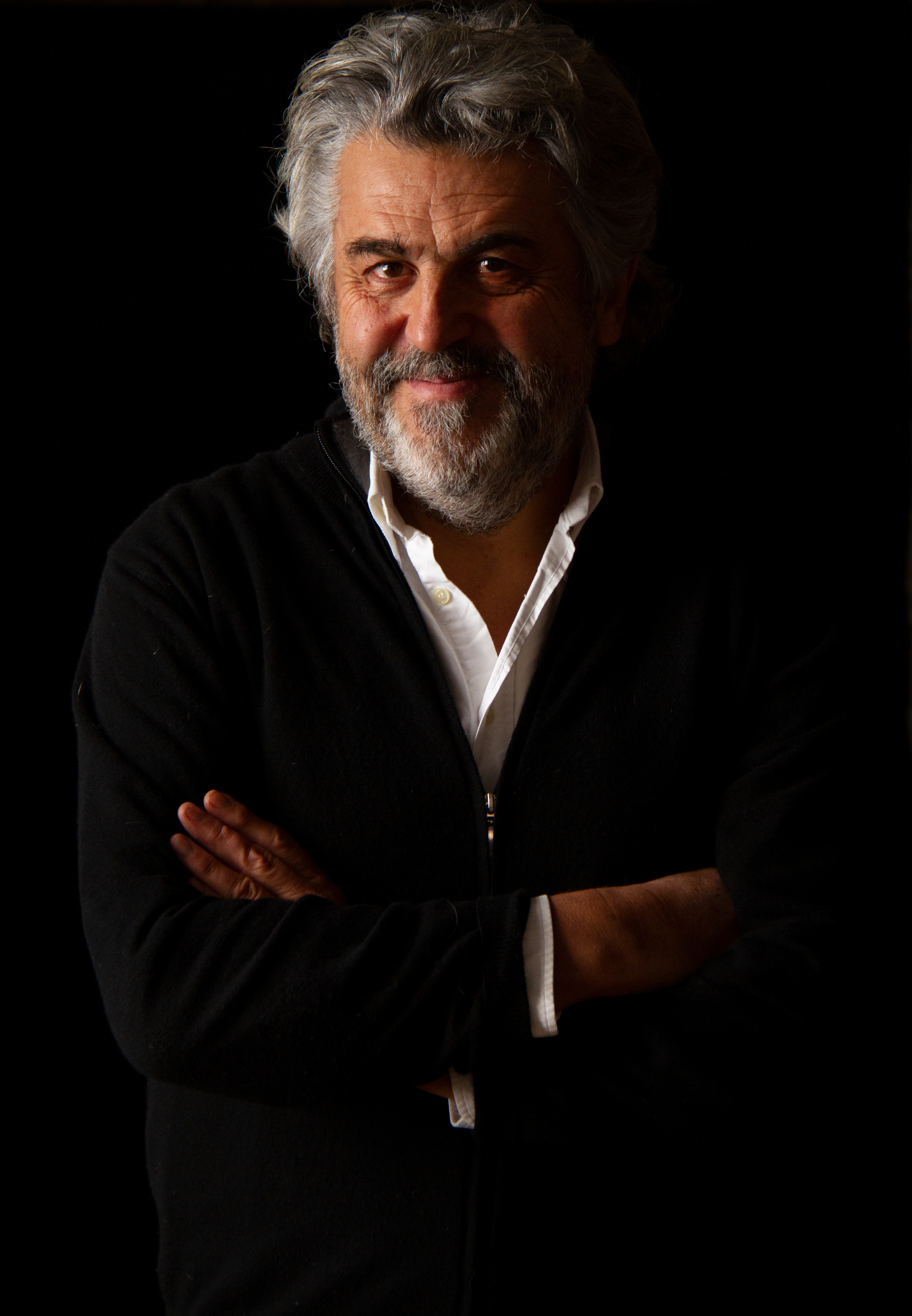
Claudio Trotta nel 2021.

Claudio Giovanni Umberto Trotta (Milano, 21 settembre 1957) è un produttore artistico italiano, attivo nella realizzazione di spettacoli di musica dal vivo, food truck festival, musical e show di edutainment.
È il fondatore di Barley Arts, tra i più importanti organizzatori di concerti, spettacoli dal vivo e festival in Italia, oltre che di Yourope, Associazione che raggruppa i principali Festival Musicali Europei, e di Assomusica, l’Associazione dei promoter e produttori di concerti italiani.

## Biografia
A soli 17 anni comincia a collaborare con le emittenti radiofoniche milanesi Radio Montestella e Canale 96.
Nel 1979 si diploma come Operatore Musicale presso la Scuola d'arte drammatica Paolo Grassi di Milano, trascorrendo un periodo di formazione presso il Teatro alla Scala.

## Attività lavorativa
Poco dopo il diploma, viene coinvolto da Lucio Salvini (all'epoca presidente della Dischi Ricordi) nel progetto "Country e Folk", diventando il promoter italiano dei tour degli artisti delle etichette discografiche parti del progetto con la sua prima società di organizzazione e promozione di concerti.
Tra i primi anni Ottanta e il 1996 è nel management di Elio e le Storie Tese insieme a Marco Conforti.
Nel 1981 Lucio Salvini gli affida il ruolo di direttore artistico e direttore marketing della serie "Blues & Rock Project" di Carosello Records.
Nell'estate del 1987 idea la rassegna cinematografica all'aperto nella piscina liberty del Parco Trotter di Milano, oltre al Milano Blues Festival che viene ospitato per cinque edizioni (dal 1987 al 1991) presso l'Arco della Pace.
Nel 1994 organizza per il Comune di Milano i festeggiamenti del Carnevale Ambrosiano e la Festa dei Folli in Piazza del Duomo e nella Sala delle Cariatidi del Palazzo Reale. Nello stesso anno organizza nell'ambito della Festa del Naviglio di Milano F.U.O.C.O., una discesa del Naviglio seguita da un concerto in Darsena con canti, tamburi, rituali, officine meccaniche e fuochi d'artificio.
Tra il 1994 e il 1996 organizza il festival rock Sonoria al Parco Acquatica di Milano, con la partecipazione di artisti del calibro di Bob Dylan, Aerosmith, Peter Gabriel, The Cure, Page and Plant, Rage Against The Machine e tantissimi artisti italiani allora agli inizi della loro carriera, dai Subsonica ai Marlene Kuntz, dagli Afterhours a Carmen Consoli.
Nel 1995 cura insieme a Paolo Zenoni il libro Dizionario Enciclopedico Musicale di Milano.
Nel 2005 produce per Luciano Ligabue il primo Campovolo a Reggio Emilia: è stato per lungo tempo lo show dal vivo più venduto di sempre da parte di un singolo artista in Europa, vantando più di 170.000 presenze.
Nel 2012 gestisce il progetto sperimentale O.C.A. presso l'ex Ansaldo a Milano, organizzando e ospitando una media di quattro diversi eventi al giorno in un arco temporale di 7 mesi.

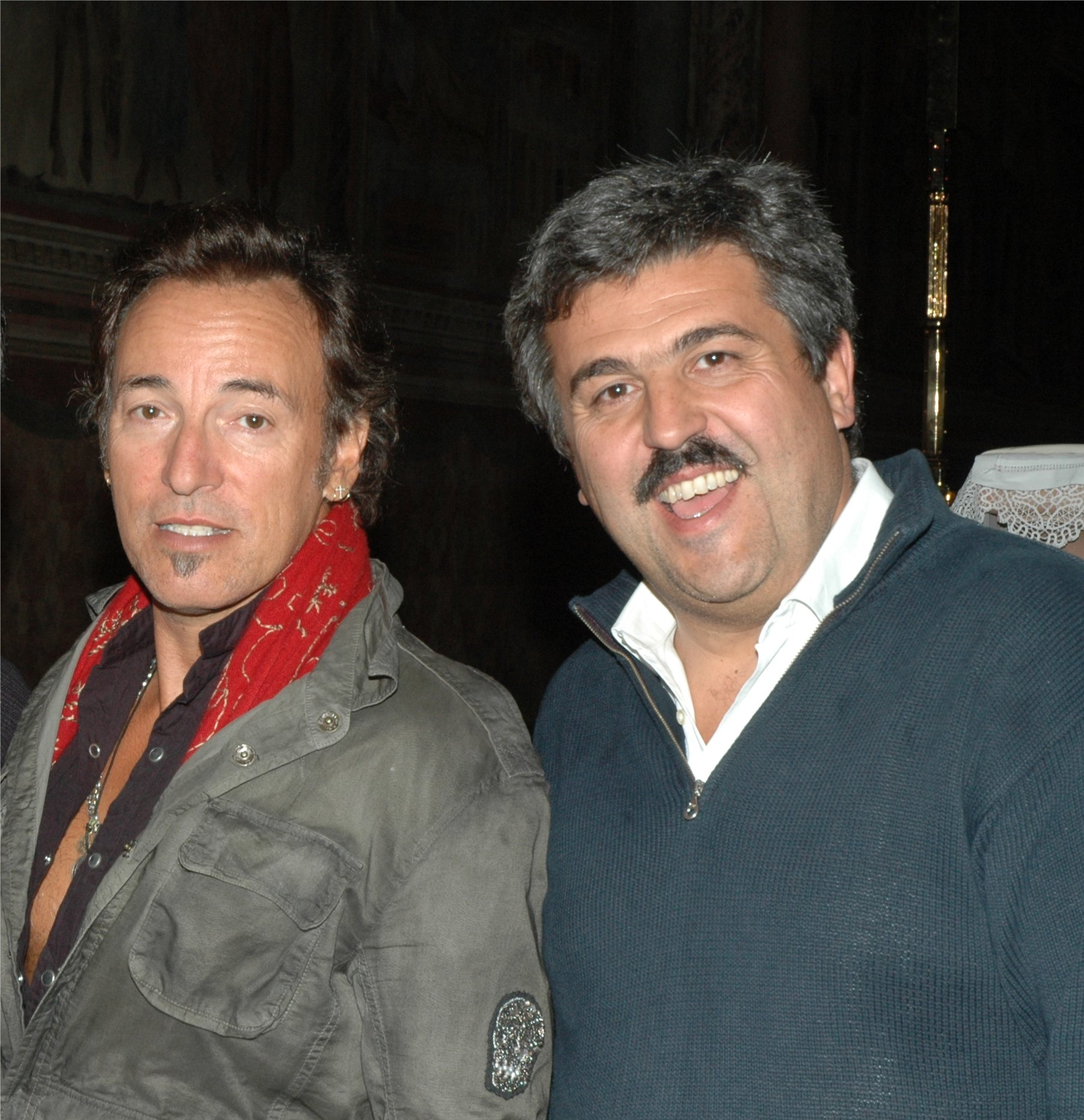
Bruce Springsteen e Claudio Trotta nel 2006.

In oltre quarant'anni di carriera, Claudio Trotta ha prodotto e promosso oltre quindicimila concerti di artisti italiani e internazionali in tutto il mondo, tra i quali AC/DC, Queen, Kiss, The Cure, Bruce Springsteen (che ha portato in Italia 33 volte dal 1999 a oggi), Tom Waits, Frank Zappa, Lenny Kravitz, Van Morrison, Loreena McKennitt, Ray Charles, Norah Jones, Ry Cooder, Guns N’ Roses, Aerosmith, The Chemical Brothers, Mika, Deep Purple, Pearl Jam, Ligabue, Renato Zero, Gianna Nannini, Litfiba, Elio e le Storie Tese, Ben Harper, Anderson Paak, Flaming Lips, The White Buffalo, John Butler, Niccolò Fabi e moltissimi altri. È inoltre il primo promoter e produttore live di Tiziano Ferro, Negramaro e Le Vibrazioni. Ha ideato una serie di festival e rassegne di diversi generi come Monsters of Rock, Irlanda in Festa, Laghi Lombardi in Festival, Monza Rock Festival, Fleadh, Balkanika, Flippaut, Diversi Suoni al Conservatorio, Live Across, Dieci Giorni Suonati, Hello Folks Sessions e Streeat European Food Truck Festival. Inoltre, ha prodotto in Italia spettacoli per famiglie ed eventi di edutainment come Walking With Dinosaurs, BBC Earth Concerts, Lord of The Dance di Michael Flatley e spettacoli musicali come Titanic, Bharati e We Will Rock You.
Nel 2015 ha prodotto il concerto degli AC/DC nell’Autodromo Enzo e Dino Ferrari di Imola, con oltre 92.000 spettatori, concerto che è coinciso con la riapertura dell’autodromo ai grandi eventi musicali.
Nel gennaio 2017 a Milano organizza al Teatro Franco Parenti la prima conferenza mondiale dal titolo “La Negazione del Secondary Ticketing – Dall’artista al Consumatore” sul fenomeno del Secondary Ticketing (il cosiddetto bagarinaggio elettronico). Nello stesso anno, pubblica per Mondadori Electa la sua autobiografia "No Pasta No Show".
A gennaio 2018 fonda Slow Music ETS, Associazione no profit il cui scopo è creare una rete di cooperazione tra gli operatori del settore e i fruitori di musica. Viene intervistato e compare tra i protagonisti del docufim Vinilici. Perché il vinile ama la musica. 
Nel 2019 con Slow Music idea A.R.M.O.N.I.A., il primo progetto sostenibile a cura dell’Associazione e in collaborazione con Regione Lombardia ed ERSAF che mira a creare una moderna immagine delle foreste di montagna e delle riserve naturali, per contribuire a far conoscere le foreste della Lombardia e il Parco dello Stelvio con concerti, incontri e conferenze.
Nello stesso anno Claudio Trotta con Slow Music prosegue per il lancio dell’iniziativa I luoghi della Musica insieme al Comune di Milano, per segnalare e valorizzare luoghi iconici in città quali case natali di artisti, ex sedi di case discografiche o di locali storici e molto altro con la prima targa ed evento dedicati all’Arena Civica di Milano posta il 24 novembre 2019.
Nell’aprile 2020 l’associazione dà vita al rotocalco libero e indipendente Slow Club diffuso su YouTube e altri canali social, a cui contribuiscono con i loro video artisti italiani e internazionali. Il 3 settembre dello stesso anno Slow Club esce dalla rete e prende forma in Slow Club Live, serata che si svolge nel Cortile delle Armi del Castello Sforzesco di Milano – nell’ambito dell’Estate Sforzesca – e vede sul palco molti degli ospiti che hanno inviato i propri contributi video.
Nel 2020, durante i mesi del primo lockdown per la pandemia di Covid-19, Claudio Trotta insieme al Comitato Esecutivo di Slow Music e a un lungo elenco di collaboratori esterni – tra i quali show designer, medici e consulenti nell’ambito della sicurezza sul lavoro – costituisce un gruppo di lavoro che dà vita a Vengo anch’io… per sentire l’effetto che fa, la proposta di un piano di ripresa delle attività di spettacolo e musica dal vivo alla fine dell’emergenza sanitaria, che viene inviata a tutti gli enti governativi e alle associazioni di categoria. Il lavoro prosegue e si evolve nei mesi successivi, coinvolgendo altri promotori di varie entità attive nel comparto dello spettacolo dal vivo e portando all’elaborazione del Protocollo Operativo per la riapertura degli spazi dello spettacolo dal vivo e degli eventi #Ricominciamo, sottoscritto da oltre ottanta sigle.
A dicembre dello stesso anno, il Comune di Milano gli conferisce la medaglia d'oro dell'Ambrogino d'Oro.
Nel 2021 Trotta è direttore artistico di Many Hearts, One Love, lo show in streaming registrato al Blue Note di Milano (con la collaborazione di Casta Diva Group) e trasmesso in occasione dell’8 maggio, Giornata Mondiale della Croce Rossa e Mezzaluna Rossa, con la partecipazione di 39 artisti tra i quali Malika Ayane, Paolo Fresu, Milo Manara, Ermal Meta, Franco Mussida, Enrico Ruggeri, Tosca e molti altri. Il ricavato dello spettacolo è stato devoluto per sostenere il lavoro dei volontari della IFRC.
Durante lo stesso anno idea il format di Comfort Festival® e collabora all'organizzazione della sua prima edizione, il 3 e 4 settembre al Parco Urbano G. Bassani di Ferrara: due giorni di concerti che vedono avvicendarsi sui due palchi - incluso il palco A.R.M.O.N.I.A. a cura di Slow Music - 28 artisti italiani e internazionali tra i quali Edoardo Bennato, Hothouse Flowers, Gianluca Grignani, Nick Lowe, Morgan, Stefano Di Battista, Il Muro del Canto e molti altri. Sempre con Slow Music produce una serie di concerti A.R.M.O.N.I.A. al Castello Sforzesco di Milano con il format Slow Gaber - Omaggio al Sig.G,con due serate speciali con Morgan e Niccolò Fabi all’Anfiteatro di Sutri, ad Avellino nella Piazza Del Duomo e in località diffuse dell’Appennino Emiliano.
Nel 2022 contribuisce con Slow Music  alla fondazione di UNISCA – associazione autonoma e indipendente formata da realtà associative molto eterogenee per fare sintesi nel settore della creatività, delle arti e dello spettacolo e per essere punto di riferimento per tutte le organizzazioni di categoria – di cui è vicepresidente e portavoce.
Nel 2023 un suo contributo è pubblicato a seguito di un'intervista nel saggio Di Vinile e Altre Storie di Nicola Iuppariello.
È inoltre tra i fondatori del Comitato Sì Meazza, che unisce personalità del mondo della politica, della cultura, dello spettacolo e della società civile per la difesa e la salvaguardia dell'attuale Stadio Giuseppe Mezza di Milano sensibilizzando i cittadini sui motivi ambientali, economici, storici e urbanistici, e lo rappresenta in qualità di vicepresidente e portavoce.